# Raymond Roussin

Erzbischofswappen von Raymond Roussin

Raymond Roussin SM (* 17. Juni 1939 in Saint-Vital (Winnipeg), Kanada; † 24. April 2015 in Winnipeg) war Erzbischof von Vancouver.

## Leben
Raymond Roussin trat der Ordensgemeinschaft der Marianisten in St. Louis, Missouri bei, und legte am 22. August 1961 die Profess ab. Er studierte Philosophie und Theologie zunächst an der Saint Louis University und später an der Universität Freiburg (Schweiz). Er empfing am 21. März 1970 in Freiburg im Üechtland die Priesterweihe. Nach seinem Lizenziat in Theologie war er als Lehrer tätig. Von 1980 bis 1986 war er Provinzial seines Ordens.
Papst Johannes Paul II. ernannte ihn am 10. April 1995 zum Bischof von Gravelbourg. Der Altbischof von Gravelbourg, Noël Delaquis, spendete ihn am 14. Juni desselben Jahres die Bischofsweihe; Mitkonsekratoren waren Antoine Hacault, Erzbischof von Saint-Boniface, und Paul Vollmar, Weihbischof in Chur. Als Wahlspruch wählte er Fortes in fide (Standfest im Glauben). Er war der letzte Bischof des Bistums Gravelbourg, das am 14. September 1998 aufgehoben wurde.
Am 14. September 1998 wurde er zum Koadjutorbischof von Victoria ernannt. Nach der Emeritierung Remi Joseph De Roos folgte er ihm am 18. März 1999 als Bischof von Victoria nach und wurde am 28. Juni desselben Jahres in das Amt eingeführt. 
Am 10. Februar 2004 wurde er durch Johannes Paul II. zum Erzbischof von Vancouver ernannt. Seinem Rücktrittsgesuch aus gesundheitlichen Gründen gab Papst Benedikt XVI. am 2. Januar 2009  statt. 
Von 2007 bis zu seinem Tode war er Großprior der Canadian Lieutenancy of Vancouver des Ritterordens vom Heiligen Grab zu Jerusalem.